# Paralimnichus panamensis
Paralimnichus panamensis är en skalbaggsart som beskrevs av Wooldridge 1983. Paralimnichus panamensis ingår i släktet Paralimnichus och familjen lerstrandbaggar. Inga underarter finns listade i Catalogue of Life.